# Профіль взаємосумісності

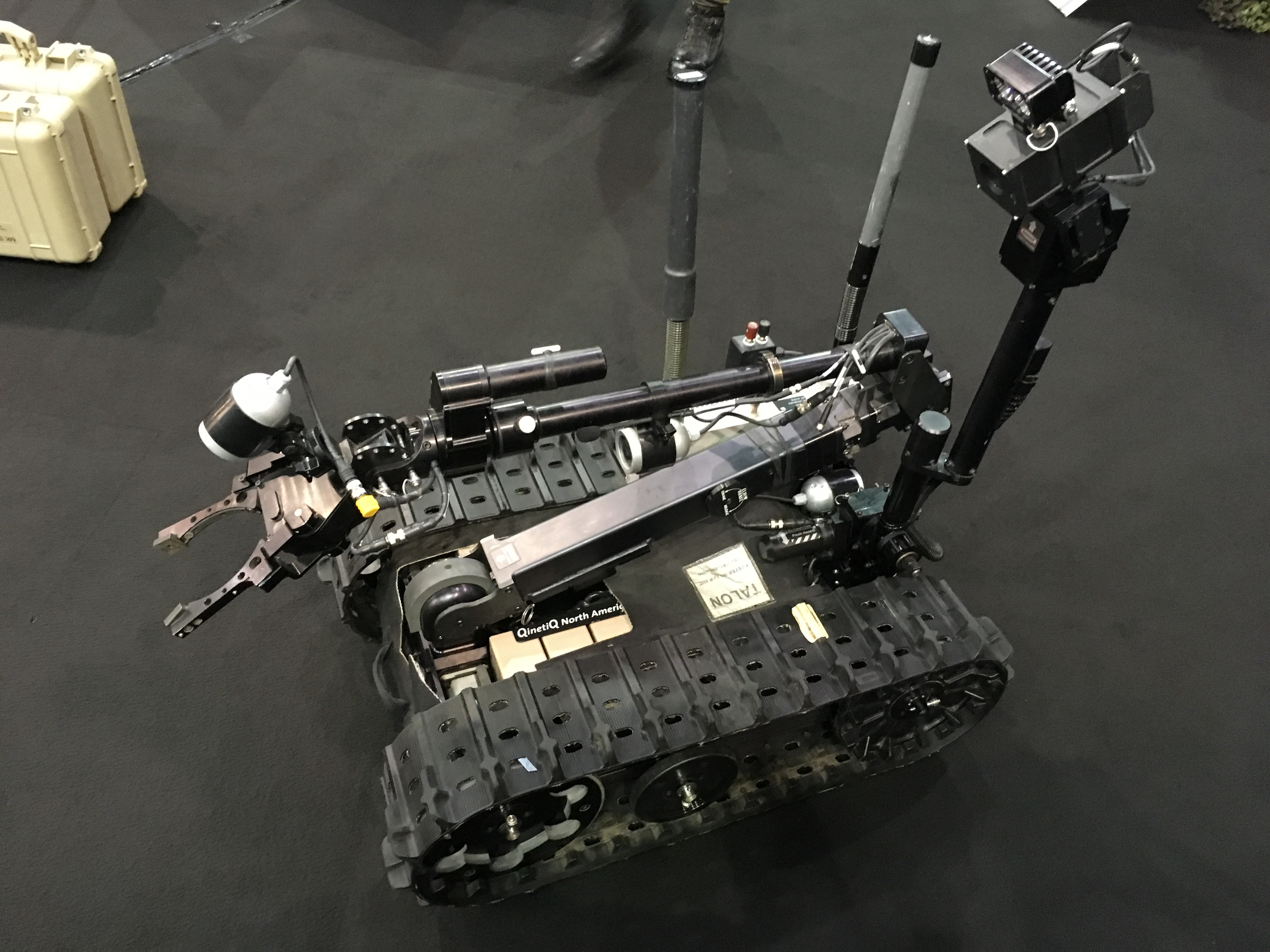
UGV Talon

Профіль взаємосумісності наземних роботизованих платформ (англ. UGV Interoperability Profile (UGV IOP) або IOP) — сукупність нормативних технічних вимог щодо забезпечення взаємосумісності наземних роботизованих комплексів та їх складових.

## Головні особливості
В основу його покладено спільну архітектуру безекіпажних систем JAUS (Joint Architecture for Unmanned Systems), яка раніше мала назву Joint Architecture for Unmanned Ground Systems (JAUGS).
Розробка IOP була ініційована військовими США. Планується інтеграція IOP з ROS-M та архітектурою AGVRA.
IOP покладений в основу настанови НАТО STANAG 4818/AEP-4818 щодо профілю взаємосумісності UGV (Unmanned Ground Vehicle Interoperability Profiles, IOP). Відповідною стандартизацією опікується експертна команда з питань UGV (Unmanned Ground Vehicle, UGV ToE), яка підпорядковується групі LCG LE у складі Групи НАТО з питань озброєнь сухопутних військ (NAAG) Конференції національних директорів озброєнь (CNAD).
Експериментальна перевірка поточних версій профілю взаємосумісності здійснювалася під час навчань НАТО, зокрема, ELROB 2018 та Trident Juncture 2018.

## Базова концепція
IOP визначає взаємосумісніть на кількох рівнях різних конфігурацій систем:
- між блоками управління оператора (OCU) і одним або кількома безекіпажними транспортними засобами (UGV);
- між елеменами обладнання і програмними модулями OCU;
- всередині UGV, між підсистемами UGV, корисним навантаженням тощо;
- між OCU, UGV та зовнішніми системами C2 для обміну інформацією командування і управління, аудіо- та відеоданими.

Для забезпечення взаємосумісності обладнання IOP також містить специфікації рознімань і кріплень.